# Cole Brannighan
Cole Brannighan (* 1981 in Aschaffenburg), mit bürgerlichem Namen Ali Kacar, ist ein deutschsprachiger Buchautor.
Als Kind türkischer Einwanderer kam Brannighan in Aschaffenburg zur Welt. Er war u. a. im Rettungsdienst tätig, seit seinem Studium in Frankfurt ist er als Berater in psychosozialen Angelegenheiten tätig.
2015 schrieb Brannighan sein erstes Buch, das er später im Selbstverlag herausbrachte; 2021 folgte der Fantasyroman Dunkler Paladin – Weltendämmerung. Ein halbes Jahr später folgte die Fortsetzung Dunkler Segen – Herrscher der Dämonen. Danach erschien sein erster Psychothriller Botschaft in Stücken, der ihm einen Vertrag bei Edition Krimi einbrachte. Seine Fantasyreihe wurde unter dem Titel Sternenklingensaga im Lindwurm Verlag neu aufgelegt.
Brannighan spielt Dudelsack und komponiert zu seinen Büchern eigene Soundtracks. Das Musikvideo zu Dunkler Paladin erschien 2022, 2023 als Soundtrack zu seinem Buch Dunkler Segen.

## Schriftstellerische Werke
- 2022: Nahtod: Erinnerung an meinen Mörder. Edition Krimi, ISBN 978-3-948972-67-7.
- 2022: Dunkler Segen – Herrscher der Dämonen. Lindwurm Verlag, ISBN 978-3-948695-95-8.
- 2021: Botschaft in Stücken: Norwegen-Thriller. Edition Krimi, ISBN 978-3-948972-24-0.
- 2021: Dunkler Paladin – Weltendämmerung. Lindwurm Verlag, ISBN 978-3-948972-24-0.
- 2023: Der perfekte Schnitt – Irland-Thriller. Selbstverlag, ISBN 979-8-879502-08-4.
- 2024: Immerkuss – Nonnen. Liebe. Mord. Selbstverlag, ISBN 979-8-3268-2015-0.

## Musikalische Werke
- 2022: Dunkler Paladin
- 2023: Lion of Livno
- 2022: Craving Melody
- 2024: Immerkuss
- 2022: Feldberg Hills